# Cynodonichthys montium
Cynodonichthys montium is een straalvinnige vissensoort uit de familie van de killivisjes (Rivulidae). De wetenschappelijke naam van de soort is voor het eerst geldig gepubliceerd in 1938 door Hildebrand.